# QBeta函数

qBeta函数是B函数的q模拟
{\displaystyle B_{q}(a,b)={\frac {\Gamma _{q}(a)\cdot \Gamma _{q}(b)}{\Gamma _{q}(a+b)}}}
其中{\displaystyle \Gamma _{q}(a)}是QΓ函数。
當{\displaystyle b>0}且{\displaystyle a\neq 0,-1,-2,\ldots }時，該函數亦可以q積分和q階乘冪定義：:1481
{\displaystyle B_{q}(a,b)=\int _{0}^{1}x^{b-1}{\frac {(qx;q)_{\infty }}{(q^{a}x;q)_{\infty }}}\mathrm {d} _{q}x.}
其與基本超几何函数{\displaystyle {}_{2}\phi _{1}}的關係為：:1482
{\displaystyle B_{q}(a,b)={}_{2}\phi _{1}(q^{1-a},q^{b};q^{b+1};q,q^{a}).}

## 外部鏈結
埃里克·韦斯坦因. . MathWorld.